# Vụ đốt Thư viện Jaffna
(tiếng Tamil: யாழ் பொது நூலகம் எரிப்பு, Yāḻ potu nūlakam erippu) là một sự kiện quan trọng trong cuộc nội chiến Sri Lanka. Một đám đông có tổ chức những người có gốc Sinha đã hoành hành vào đêm ngày 1 tháng 6 năm 1981, đốt cháy thư viện. Đây là một trong những ví dụ bạo lực nhất về đốt sách lớn của thế kỷ 20.[Term]  Tại thời điểm bị phá hủy, thư viện này là một trong những thư viện lớn nhất ở châu Á, chứa hơn 97.000 cuốn sách và bản thảo.

## Bối cảnh
Thư viện được xây dựng trong nhiều giai đoạn bắt đầu từ năm 1933, từ khi bắt đầu khiêm tốn như là một bộ sưu tập cá nhân. Ngay sau đó, với sự trợ giúp của người dân địa phương, nó đã trở thành một thư viện đầy đủ. Thư viện cũng đã trở thành kho lưu trữ các tài liệu lưu trữ được viết bằng bản thảo bằng cọ, bản gốc của các tài liệu lịch sử quan trọng trong khu vực trong lịch sử chính trị của Sri Lanka và các tờ báo đã được xuất bản cách đây hàng trăm năm ở bán đảo Jaffna. Do đó nó đã trở thành một nơi có tầm quan trọng mang tính biểu tượng và lịch sử đối với tất cả người Sri Lanka.
Cuối cùng cánh chính đầu tiên của thư viện được mở vào năm 1959 bởi thị trưởng thành phố Jaffna Alfred Duraiappah. Kiến trúc sư của tòa nhà kiểu Indo-Saracenic là S. Narasimhan từ Madras, Ấn Độ. Thủ thư gia Ấn Độ S.R. Ranganathan từng là cố vấn để đảm bảo rằng thư viện được xây dựng theo tiêu chuẩn quốc tế. Thư viện đã trở thành niềm tự hào của người dân địa phương vì ngay cả các nhà nghiên cứu từ Ấn Độ và các nước khác đã bắt đầu sử dụng nó vì mục đích nghiên cứu của họ.

## Đợt bạo loạn và đốt cháy thư viện

Mái vòm bị hư hỏng có lỗ do vỏ bọc

Vào Chủ Nhật ngày 31 tháng 5 năm 1981, Mặt trận Giải phóng Tị nạn Tamil (TULF), một đảng dân chủ nổi tiếng trong khu vực, đã tổ chức một cuộc tập họp, trong đó có ba cảnh sát trưởng Sinhalese bị bắn và hai người bị giết. Tình hình chính trị [
Cảnh sát đêm và phi công đã bắt đầu một cuộc tàn sát kéo dài trong ba ngày. Trụ sở của TULF đã bị phá hủy. Nhà của Jaffna V. V. Yogeswaran cũng bị phá hủy.
Bốn người bị kéo ra khỏi nhà và bị giết một cách ngẫu nhiên. Nhiều cơ sở kinh doanh và ngôi đền Hindu địa phương cũng bị phá hủy một cách có chủ ý.
Vào đêm ngày 1 tháng 6, theo nhiều nhân chứng, cảnh sát và các viện trợ của chính phủ đã đốt cháy thư viện công cộng Jaffna và phá hủy hoàn toàn [1]. Hơn 97.000 cuốn sách cùng với vô số văn bản quan trọng và không thể thay thế bản thảo đã bị phá hủy. [Trong số các vật phẩm bị phá hủy đó là các cuộn giấy có giá trị lịch sử, các tác phẩm và bản thảo của nhà triết học, họa sĩ và tác giả Ananda Coomaraswamy và giáo sư trí thức nổi tiếng Tiến Sĩ Isaac Thambiah. Các tác phẩm bị phá hủy bao gồm hồi ký và tác phẩm của các nhà văn và nhà văn kịch, những người có đóng góp đáng kể cho sự nuôi dưỡng văn hoá Tamil, và những bác sĩ và chính trị gia có uy tín trong nước.
Văn phòng của Eelanaadu, một tờ báo địa phương, cũng bị phá hủy. Tượng của các nhân vật văn hoá và tôn giáo Tamil bị phá hủy hoặc bị làm hư hỏng.
Nancy Murray đã viết trong một bài báo năm 1984 rằng một số quan chức cao cấp và hai bộ trưởng nội các đã có mặt tại thị trấn Jaffna, khi những người đàn ông an ninh và quân phục mặc thường phục đã tổ chức các cuộc tàn phá có tổ chức. Sau 20 năm, nhật báo Daily News của chính phủ, trong một bài xã luận vào năm 2001, gọi vụ kiện năm 1981 là một hành động của các nhóm ngu ngốc đã bị buông lỏng bởi chính phủ lúc đó.